# Virštanj
Virštanj je razloženo naselje v Občini Podčetrtek. V 13. stoletju se je prvič pojavilo ime naselja, ki naj bi se imenovalo po štirih okrajnih mejnih kamnih. Ti mejniki Avstro-ogrske gosposke vinorodne posesti so bili v nemščini imenovani »vier Stein«.
Virštanj je danes znan predvsem po vinogradništvu. Središče kraja predstavlja nekdanja viteška in vinska klet Banovina, ob kateri raste 120 let stara vinska trta. Kraj ima osrednjo vlogo v vinorodnem okolišu Šmarje - Virštanj, kar potrjuje tudi uveljavljena in priznana znamka vina Virštanjčan.